# Conflictos entre los rebeldes durante la guerra civil siria
Los conflictos entre los rebeldes durante la Guerra Civil Siria se refiere a una serie de ofensivas militares y ataques llevados a cabo durante la guerra civil siria por rebeldes contra el grupo terrorista Estado Islámico (EI) y viceversa en territorio al norte y este de Siria.
El conflicto surgió a partir de la creciente enemistad entre el EI y otros grupos opositores enfrentados al presidente de Siria Bashar al-Ásad. Los abusos sistemáticos del EI y su intento de convertirse en el grupo rebelde hegemónico mediante tácticas agresivas, incluyendo capturar territorio controlado por otros rebeldes, provocó el rechazó de los otros insurgentes. A principios de enero de 2014 el EI fue atacado por una coalición de otros grupos rebeldes, entre los que se encontraba el Ejército Libre Sirio (ELS), el Ejército de los muyahidines y el Frente Islámico (FI). Algunas unidades del Frente Al-Nusra se unieron también a las fuerzas contra el EI. Otros bandos de la guerra, como el gobierno sirio y el Kurdistán sirio, se han enfrentado al EI por separado.
Al mismo tiempo, en Irak, el Estado Islámico de Irak y el Levante capturó la ciudad de Faluya en enero de 2014, y tras una intensa ofensiva se hizo con un territorio significativo en el noreste de Irak, apoderándose también de toda la frontera occidental con Jordania y Siria. El 29 de junio de 2014, el Estado Islámico declaró un califato que incluía Siria e Irak. Abu Bakr al-Baghdadi, líder del grupo, fue declarado «califa y líder de todos los musulmanes».

## Trasfondo
El Estado Islámico de Irak y el Levante, organización entonces afiliada a al-Qaeda, apareció por primera vez en la Guerra Civil Siria a finales de la primavera de 2013, y su ayuda fue bien recibida por algunos grupos rebeldes, pensando que su amplia experiencia de combate sería de gran utilidad para derrocar a Asad. Su presencia también fue bien recibida inicialmente por la población civil debido a sus estrictas políticas contra el saqueo y sus intentos de proporcionar servicios sociales, estableciendo consejos administrativos para mantener la electricidad en funcionamiento y un suministro constante de alimentos.
Sin embargo, civiles y rebeldes de ideología más moderada empezaron a desconfiar de Daesh cuando el grupo impuso su visión estricta y austera de la ley islámica en los territorios que controlaba, llevando a cabo ejecuciones contra rebeldes acusados de corrupción, soldados leales a Al Assad y civiles. También secuestró y en algunos casos mató a líderes rebeldes rivales y críticos de su gestión. Además, el EI trató de expandir su territorio, a veces enfrentándose incluso a otros rebeldes, para convertirse en el grupo dominante de la región. A diferencia de los otros grupos rebeldes, que luchaban para derrocar a Bashar al-Asad y fundar un nuevo estado, fuese democrático o islámico, el principal objetivo del EI desde el principio era el establecimiento de un estado islámico regional que englobara partes de Irak y Siria. Esta discrepancia de objetivos causó discordia entre el EI y el Frente al-Nusra, el otro grupo de al-Qaeda involucrado en la guerra. Otro motivo de rivalidad entre ambos grupos de al-Qaeda fue que la constante expansión del EI había dejado a al-Nusra en segundo plano entre los rebeldes. En octubre de 2013, el líder de al-Qaeda Aymán al-Zawahirí ordenó la disolución del EI, poniendo a al-Nusra al frente de los esfuerzos yihadistas en Siria. Al-Baghdadi, sin embargo, hizo caso omiso.
Durante los últimos meses de 2013 se incrementó la tensión entre el EI y otros grupos rebeldes, tanto moderados como islamistas. El 18 de septiembre surgió un enfrentamiento entre Asifat al-Shamal, una brigada del Ejército Libre Sirio, y el EI, cuando el grupo yihadista afiliado a al-Qaeda atacó un hospital en Azaz, una ciudad en el noreste de Alepo a unos 3 kilómetros de la frontera turca, para detener a un doctor alemán. La negativa de Asifat al-Shamal de entregárselo llevó a enfrentamientos armados entre ambos grupos. A pesar de los intentos de la Brigada al-Tawhid de realizar un alto al fuego, el 23 de septiembre el EI había capturado por completo la ciudad y el paso fronterizo de Bab al-Hawa con Turquía, una ruta de suministros importante para las fuerzas rebeldes. El conflicto recibió el nombre de "Batalla de Nahrawan", en referencia a una antigua batalla islámica.
A principios de octubre, volvió a haber conflictos en Azaz, y a finales de noviembre, el EI capturó Atme, otro pueblo fronterizo, de manos de una brigada del ELS.

## Desarrollo
El 31 de diciembre de 2013, el cuerpo del doctor y comandante rebelde Hussein Suleiman se entregó en un intercambio de prisioneros entre el EI y las fuerzas rebeldes rivales. Suleiman fue torturado y murió en custodia del EI.

### Enfrentamientos iniciales
Por la noche del 2 de enero de 2014, las fuerzas del EI atacaron Atarib, pueblo controlado por los rebeldes, donde habían sido acusados de dos incidentes recientes en que mataron o capturaron a comandantes rebeldes. El 3 de enero, centenares de manifestantes civiles se organizaron contra el EI y para conmemorar la muerte de Suleiman por toda la Gobernación de Alepo. En Kafr Tajarim, un pueblo en Idlib, el EI abrió fuego contra los manifestantes. No hubo informes de ninguna víctima mortal. Como respuesta al ataque contra los manifestantes, dos grupos rebeldes islamistas recién formados pertenecientes al ELS atacaron las posiciones del EI en más de una docena de localización en las gobernaciones de Alepo e Idlib.
En Atarib, los rebeldes consiguieron repeler el ataque del EI contra el pueblo, tras lo cual los luchadores de Al-Qaeda se rindieron, lo que resultó en la captura de un comandante tunecino, Abu Saber al-Tunisi. No está claro si fue ejecutados sumariamente por los rebeldes. Unos 42 combatientes del EI fueron heridos en la lucha por Atarib, mientras que un activista de los medios de comunicación de la oposición murió mientras cubría los enfrentamientos. También 5 civiles murieron en Atarib. Varios informes sin confirmar indicaban que los rebeldes estaban arrestando a miembros del EI en varios pueblos y ciudades de las provincias de Alepo e Idlib. Los combates estallaron en Maarrat Misrin, en Idlibm. Por otro lado, en Kafr Nabl las fuerzas rebeldes rodearon una istalación del EI, dando a los combatientes 24 horas para rendirse. Mientras tanto, el Frente Islámico, que también combatiendo al EI, envió refuerzos hacia Azaz, controlada por el EI desde el 18 de septiembre de 2013.
La Coalición Nacional Siria y los activistas de la oposición acusaron al EI de servir a los intereses del gobierno sirio al empañar la imagen de su levantamiento.
El 4 de enero, el EI ejecutó a un combatiente rebelde capturado en Saraqueb, y, según informes, detuvieron a "activistas sospechosos" en Saraqueb y Kafr Nabl. En el área de Harem, fuerzas del EI ejecutaron a 30 prisioneros, incluyendo civiles, cuando su base quedó rodeada por fuerzas rebeldes. En Mushoon las fuerzas del EI se rindieron a los rebeldes, mientras que en Salqin las posiciones del Estado Islámico llevaban rodeadas desde el día anterior.
En Alepo los combates se extendieron por toda la provincia, y las fuerzas rebeldes consiguieron avances contra el EI. Los rebeldes capturaron la base del EI en la fábrica de azúcar de Maskanah, así como el área de Dabiq y el pueblo de Salloum. Aparentemente, las unidades del ELS estaban avanzando en Atarib, pero el EI estaba rodeando al pueblo y bombardeándolo.
El EI actuó también ofensivamente, atacando posiciones rebeldes y emboscando sus fuerzas en ataques que dejaron un saldo de 24 rebeldes muertos. Uno de los ataques incluía un coche bomba. Para entonces, el EI les dio a las fuerzas rebeldes que les estaban atacando un ultimátum de 24 horas, diciendo que se retirarían de Alepo, permitiendo a las fuerzas gubernamentales entrar en territorio rebelde, si no detenían sus ataques. Los rebeldes reiteraron una llamada previa a los combatientes del EI para que desertaran a su lado.

### Avance de los rebeldes
El 5 de enero, los rebeldes capturaron la base del EI en Manbiy tras intensos combates. En Al-Tabqa, un pueblo de Raqqa, surgieron enfrentamientos, y la lucha se extendió por la zona central de la Gobernación de Hama, donde el EI mató a siete luchadores rebeldes. Durante los combates en Manbiy, el EI usó coches bomba para defender su territorio. Mientras, las fuerzas del EI se retiraron de al-Dana y Atme en Idlib y se dirigieron hacia Alepo. Sus posiciones fueron ocupadas por el Frente al-Nusra y Ahrar al-Sham, en un posible acuerdo para evitar confrontaciones. El EI se retiró también de Darat Izza, y consiguió mantener el control de Saraqueb y Kafr Zita. Refuerzos del EI fueron enviados desde Raqqa hacia Alepo. En total, 66 combatientes, incluyendo 11 del EI, murieron durante el día.
Según la Red de Noticias de Sham, de la oposición, a estas alturas los rebeldes habían capturado más del 80% de los territorios controlados por el EI en Idlib y el 65% en Alepo y sus alrededores.
Al final del día, las fuerzas del EI se estaban moviendo hacia el puesto fronterizo de Bab al-Salameh con Turquía en un intento aparente de capturarlo. Durante la noche, los rebeldes atacaron las fuerzas del EI en Raqqa.
Para el 6 de enero, los rebeldes habían asediado al EI en su bastión de Raqqa. Durante los combates, los rebeldes liberaron a 50 prisioneros de la custodia del EI. Entre los rescatados había un fotógrafo periodista turco secuestrado desde diciembre de 2013. 10 prisioneros kurdos sirios también consiguieron escapar. 70 combatientes del EI y 20 combatientes rebeldes habían muerto desde el inicio del ataque en Raqqa según un comandante rebeldes, que calculaba que les llevaría al menos una semana expulsar de la ciudad a los militantes afiliados con al-Qaeda. Mientras, el EI detonó un coche bomba en un punto de control rebelde cerca de Darkush. La noche anterior los rebeldes atacaron la base del EI en el pueblo y la asediaron hasta que refuerzos del EI consiguieron romper el asedio. 20 rebeldes murieron en el ataque suicida. Las bases del EI en el pueblo de Tamani'a fueron también rodeadas y otros enfrentamientos tomaron lugar en al-Dana. El EI se retiró de Kafr Zita, after the mediation of the al-Nusra Front, and the border town of Tal Abyss. En Yarabulus, a unos dos kilómetros de la frontera turca, el Frente Islámico indicó que habían capturado la base local del EI, aunque el grupo afiliado a al-Qaeda lo denegó e insistió en que seguían combatiendo.
El 7 de enero se confirmó que 34 combatientes extranjeros del EI y Jund al-Aqsa habían sido ejecutados los días anteriores por rebeldes en el área de Yabal al-Zawiya. El EI se retiró de al-Mayadeen, en Deir ez-Zor, sin luchar contra ninguna fuerza. 100 combatientes del EI fueron asediados en un departamento de policía en Salhin, un vecindario de Alepo. Mientras los rebeldes capturaron los pueblos de Ihris, Misqan, Ma'arsata y la rotonda de Tader, entre al-Bab y Tedef. El EI atacó también unos cuarteles de la policía militar controlados por rebeldes en el vecindario de Qadi Askar de Alepo. Al este de Rastan, en la Gobernación de Homs, el EI atacó una sede rebelde, matando a 15 rebeldes.
Durante el día, un grupo activista reveló que la noche anterior el EI había ejecutado a unos 50 prisioneros en el distrito de Qadi al-Askar de Alepo. Las víctimas incluían activistas de los medios de comunicación, trabajadores de ayuda humanitaria y otros civiles. Por su parte, el OSDH, grupo de la oposición, indicó que habían sido ejecutadas 42 personas, incluyendo 21 combatientes rebeldes y 5 activistas de los medios de comunicación.

### Expulsión de Alepo y Batalla de Raqqa
El 8 de enero, los rebeldes capturaron la base del EI en la ciudad de Alepo, localizada en el Hospital Infantil del distrito de Qadi Askar. Las fuerzas del EI perdieron el control de las áreas de la ciudad y se retiraron hacia Al-Inzarat, en las afueras de Alepo en dirección noreste. 300 rehenes fueron liberados.
Mientras, en Raqqa, un activista de la oposición informó que el hospital estaba abandonado, había cuerpos en la plaza central y no había electricidad ni agua corriente, lo que había dejado a la ciudad "completamente paralizada". El EI controlaba las dos rutas principales de entrada a la ciudad: la oriental hacia la frontera iraquí y la carretera septentrional hacia la frontera turca. El líder del Frente Al-Nusra, Abu Mohammad al-Golani, confirmó que su organización había combatido con el EI y llamó a la meditación y el fin de las "luchas internas". Más tarde el mismo día, el EI inició una contraofensiva mediante asaltos con coches bomba contra puntos de control de la oposición. Tres ataques tomaron lugar en Al-Bab, Hreitan y Yarabulus, en Alepo. El director del Observatorio, Rami Abdel Rahman, indicó a AFP que ya habían ocurrido ataques similares la noche anterior en Alepo, y uno en Mayadin, en Deir ez-Zor. El ataque en Al-Bab mató a nueve personas.
El 9 de enero, el EI envió refuerzos desde Deir ez-Zor para reforzar a sus luchadores en la campiña de Alepo. Los habitantes locales indicaron que el EI estaba preparando muchos ataques suicidas para contrarrestar los ataques rebeldes, y que sus líderes llevaban puestos cinturones explosivos en todo momento. El periodista holandés Lex Runderkamp explicó en el programa holandés NOS que en el convoy de refuerzos del EI iban unos 1.300 hombres, incluyendo miembros de las fuerzas especiales del EI originarios de Irak.
En Raqqa, los rebeldes se apoderaron del edificio de la inteligencia política, localizado a 400 metros del cuartel principal del EI. El Estado Islámico, sin embargo, seguía manteniendo el control de todos los puentes que llevaban a la ciudad, lo que obligaba a la gente a entrar en la ciudad usando barcos. Más tarde, por la noche, las fuerzas del EI invadieron el distrito de Mashlab y una base del Frente Al-Nusra en la ciudad. El EI se enfrentó a una brigada rebelde en la carretera de Castillo, en la Gobernación de Alepo, y los rebeldes bloquearon la ruta de suministros del EI entre al-Yandul y Castillo.
Mientras tanto, las brigadas rebeldes islamistas enviaron refuerzos al paso fronterizo de Bab al-Salama, en Azaz, controlado principalmente por el EI. En la provincia de Idlib, el EI abrió fuego contra una manifestación en Kafartjarim y atacaron varias clínicas, en busca de rebeldes heridos durante los enfrentamientos matutinos ocurridos en Atarib.
Según el OSDH, las fuerzas locales del EI firmaron una tregua con el Frente Islámico y varias unidades islamistas independientes en la gobernación de Hasaka. Acordaron establecer un solo centro de mando militar y autoridad legal para el territorio.
El 10 de enero, el EI logró hacer retroceder a las fuerzas rebeldes de las proximidades al este de Raqqa. Las fuerzas del EI lograron también matar 20 rebeldes en combates en la ciudad de Al Bab en la provincia de Alepo. Igualmente logró capturar silos de trigo y molinos en los alrededores de Al-Bab. El comandante Abu Omar al-Shishani entró en la ciudad con un convoy de 30 vehículos y tropas, después de levantar el asedio sobre el Aeropuerto gubernamental de Deir ez-Zor. También hubo informes de fuertes combates en Haian, que fue atacada por el EI con armas pesadas. Mientras tanto, una protesta anti EI, apoyada por el ELS, fue organizada en el barrio Salahadín de Alepo.
El 11 de enero, los rebeldes organizaron un convoy que incluía artillados hacia Saraqeb con el propósito de expulsar a las fuerzas del EI. Como resultado, estallaron fuertes combates y los rebeldes tomaron la mayor parte de la ciudad, cercando cientos de tropas del EI. Previamente, ese mismo día, cinco rebeldes fueron asesinados en las afueras de Saqareb cuando su coche chocó con una bomba. Mientras tanto, las fuerzas del EI lograron capturar la ciudad fronteriza de Tal Abyad, mientras que en Raqqa tomaron un contorl rebelde y la estación de trenes. Los miembros del EI también se deshicieron de los cadáveres de varios de sus enemigos en la ciudad de Jazra, al oeste de Raqqa. Por otro lado, varias decenas de cadáveres del EI se contabilizaron en el hospital de Raqqa. Las fuerzas rebeldes lograron recuperar territorio perdido previamente en la provincia de Alepo y rechazaron varios contraataques del EI. 20 rebeldes murieron en combates en Anadan, y el número de muertes en al-Tiba, al noreste de Sekhna, ascendía a 30 tras tres días de combates.
El 12 de enero se confirmó que las fuerzas rebeldes habían capturado la zona oriental de Saraqueb, cuando el comandante local del V se rindió junto con sus luchadores en el centro del pueblo. La lucha seguía en Raqqa, particularmente en el vecindario de al-Mashlab, entre el EI y los restos de algunas unidades rebeldes, incluyendo el Frente Al-Nusra, aunque a estas alturas el EI había capturado gran parte de la ciudad. Según un activista de la oposición, el 95% de Raqqa y sus alrededores se encontraba bajo control del EI. Las fuerzas del EI capturaron también los pueblos de Hrietan y Basraton en la provincia de Alepo. Los cuerpos de 62–70 rebeldes fueron entregados al hospital de Raqqa, ejecutados por el EI tras su captura de Tel Abiad. Otro informe elevaba la cifra de ejecutados a 100.
El 13 de enero se informó que el EI había ganado la batalla de Raqqa, capturando gran parte de la provincia y su capital. El EI capturó también Al-Bab y Beza'a, mientras que los rebeldes ganaron terreno en Bsartoun y Yarabulus, cerca de la frontera con Turquía. El mismo día se informó de otra ejecución en masa de prisioneros cerca de Kantari, un pueblo situado a 80 kilómetros al norte de Raqqa, donde el EI mató a 46 combatientes del grupo rebelde Ahrar al-Sham capturados. 14 rebeldes fueron también ejecutados en la provincia de Homs cerca de al-Sejna. Ocho rebeldes murieron por un coche bomba plantado por combatientes del EI y al menos 13 rebeldes en otro ataque suicida en la provincia de Idlib, mientras que 10 quedaron heridos de gravedad.

### Batalla de Yarabulus y Caída de Saraqueb
El 14 de enero los rebeldes capturaron los pueblos de Masqan, Kafar Kalbin y Kafra, en la provincia de Alepo. Mientras, el EI tomó el control total de la ciudad de Raqqa, cuando los últimas rebeldes que quedaban se retiraron. Los rebeldes también capturaron la cárcel de Yarabulus, liberando a 70 prisioneros de la custodia del EI.
El 15 de enero, un coche bomba del EI en Yarabulus mató a 26 personas, de las que 23 eran rebeldes y 3 civiles. Mientras, en Saraqueb, los combates continuaban y las fuerzas de la oposición indicaron que un comandante local del EI, de origen argelino y ciudadanía belga, había muerto en una emboscada. El EI negó su muerte. Las fuerzas rebeldes capturaron también los pueblos de Yibren, Hardntin y Kfarrakeshr, cercanos al pueblo fronterizo de Azaz. Durante los primeros ocho días el EI llevó a cabo 16 ataques suicidas.
El 16 de enero, los combates continuaban en Yarabulus, registrándose pérdidas humanas en ambos bandos. El EI hizo detonar dos coches bomba contra los rebeldes: uno cerca de Yarabulus y el otro en Saraqueb.
El 17 de enero los rebeldes capturaron Sheij Ali, Aayel, la Base 46, Orum al-Sughra y Reef al-Muhandiseen, mientras que el EI se retiró de la villa de Kafaryoum, que contenía el mayor depósito de armas del EI en toda Siria. El EI también se retiró de Saraqueb, quemando sus vehículos a medida que se retiraban. A la vez, el EI recapturó Yarabulus. Refuerzos del EI llegaron al pueblo de Manbiy e intentaron asaltarlo desde el área de Matahen. Como respuesta, los rebeldes enviaron también refuerzos a esa zona.
El 18 de enero los rebeldes capturaron el pueblo de Ratyan. Mientras, se estaban llevando a cabo combates en Manbiy, y las fuerzas del EI estaban ganando terreno tras capturar los molinos alrededor del pueblo. El EI aparentemente decapitó a 40 rebeldes en Yarabulus y otros 9 rebeldes murieron por un coche bomba en el pueblo.

### Contraofensiva del EI y ruptura con Al-Qaeda
El 19 de enero, el EI trató de acercarse a otros grupos rebeldes para detener los combates internos, subiendo un mensaje de audio en línea. Mientras tanto, en Binish (Gobernación de Idlib), los miembros del EI abandonaron su cuartel de la ciudad tras un ataque rebelde.
El 20 de enero, 2 suicidas con coche bomba se hicieron explotar en la frontera de Bab Al-Hawa, matando a 16 personas entre los que se incluían seis rebeldes. El mismo día, las fuerzas del EI se apoderaron del aeropuerto militar de Al-Yarah tras la retirada de combatientes islamistas rebeldes. En Manbiy, una gran explosión originada por un suicida con coche mató a 20 personas, incluyendo rebeldes, mujeres y niños.
El 22 de enero, el EI capturó territorio considerable en Manbiy, tras días de combates dentro y alrededor del pueblo. También se informó de intensos enfrentamientos en Azaz. En 19 días de combates, entre el 3 y el 22 de enero, entre 1.395 y 1.895 personas habían muerto en los combates entre rebeldes. El 23 de enero, el EI capturó por completo Manbiy. Mientras, el líder de Al-Qaeda Ayman al-Zawahiri pidió a los rebeldes en Siria que dejaran de luchar entre ellos. El 24 de enero, el EI aseguró por completo Darkush.
El 27 de enero, el Alto Comandante del EI Sameer Abid Mohammed al-Halefawi (conocido también como Haji Bakr) murió tras un ataque rebelde en Tal Rifaat, cerca de Azaz, y al menos dos otros comandantes importantes del grupo fueron capturados en Hreitan. Cuatro combatientes del EI y tres rebeldes murieron en los combates. El EI confirmó la muerte de su líder Haji Bakr el 2 de febrero.
Entre el 27 y el 29 de enero, el EI capturó Susyan, Hazwan y Tal Rahal, al oeste de Al-Bab. El 30 de enero, el EI capturó otras dos villas en la provincia de Alepo.
El 1 de febrero, el EI atacó el cuartel general de la Brigada al-Tawhid en Alepo, matando al comandante de la brigada Adnan Bakour y a 15 otros rebeldes, y perdiendo 9 combatientes propios. Se informó también que los rebeldes habían capturado gran parte de la villa de al-Rai tras días de enfrentamientos. Mientras, el EI mató a un comandante rebelde, un comandante de brigada y otros seis rebeldes en una emboscada en el desierto de Shaer.
El 2 de febrero, Al-Qaeda se distanció del EI y sus acciones en Siria.
El 3 de febrero, la Brigada de los Rebeldes de Raqqa lanzó una operación militar contra puntos de control y bastiones del EI en Raqqa. El día anterior, 5 luchadores del EI habían sido asesinados en el hospital nacional de Raqqa.
El 4 de febrero, el EI atacó las posiciones del Frente Al-Nusra en la campiña oriental de Deir El-Zor. Consiguió capturar varias instalaciones civiles y muchos luchadores de Al-Nusra.
El 5 de febrero, un grupo local de la Brigada Suqour al-Sham en Hama y el EI firmaron una tregua, que fue condenada por el Frente de los Revolucionarios de Siria. Ie informó también de que el Frente de Eruditos Islámicos de Alepo emitió un comunicado, dando a los combatientes del EI en Siria un ultimátum de tres días para regresar a Irak o unirse a otras facciones armadas enfrentadas al gobierno de Asad.
El 6 de febrero, los rebeldes capturaron los pueblos de Tal-Ahmar, Kiebe y un gran número de vehículos. Los rebeldes lanzaron también una ofensiva contra Çobanbeyli, Azaz y Manbiy. El 7 de febrero, los rebeldes avanzaron en el pueblo de Tal Yiyan. En Raqqa, según el OSDH, 50 combatientes extranjeros del EI trataron de desertar, pero fueron detenidos por miembros leales del EI.

### Expulsión del EI en Deir ez-Zor
El 8 de febrero, el Frente al-Nusra y facciones rebeldes aliadas lanzaron una ofensiva contra el EI en la Gobernación de Deir ez-Zor. El emir del EI de Deir al-Zor, Abu Dajana, murió en los combates y los rebeldes capturaron también instalaciones en la provincia. A su vez, la Brigada Ahrar al-Sham abolió la tregua con el EI en la provincia de Hasakah y 13 terroristas extranjeros de Daesh desertaron en Raqqa.
El 10 de febrero se confirmó que el EI se había retirado casi por completo de la provincia oriental de Deir ez-Zor, tras día de intensos enfrentamientos con otras brigadas rebeldes, incluyendo al Frente al-Nusra. Los rebeldes tomaron el control del puesto fronterizo de Abu Kamal, la base aérea de Hamdan así como las localidades de Hayin, al-Yala, Al-Musareb y Al-Kubar. Se informó además que el EI arrestó a un comandante de la Brigada Al-Hamza, afiliada al ELS, en Tal Abyad.
El 12 de febrero, el EI se retiró de la ciudad de Deir ez-Zor. La mina de sal del pueblo de al-Tabani, asediada por los rebeldes, se convirtió en el último bastión del EI en la provincia. Además, los rebeldes capturaron el emir del EI de al-Mayadin, Abu Zar al-Iraqi.
El 19 de febrero, 14 combatientes del EI (incluyendo al emir Abu Oubada Al-Shaman) desertaron en la campiña oriental de Raqqa. El 20 de febrero, un suicida del EI explotó con un coche bomba en Bab al-Salama, en la frontera con Turquía, matando por lo menos a 14 personas. Los rebeldes, mientras, capturaron dos pueblos cerca de Azaz.
El 23 de febrero dos suicidas del EI mataron un número de rebeldes en Alepo, incluyendo a Abu Jaled al-Suri, representante de al-Qaeda en Siria y comandante principal del grupo Ahrar al-Sham. Entre el 3 de enero y el 23 de febrero, entre 2.584 y 3.284 personas habían muerto en los enfrentamientos. Durante este tiempo, el EI había llevado a cabo 34 ataques suicidas.
El 26 de febrero se informó que el representante del EI y Emir de la provincia de Raqqa, un tunecino, y otros tres luchadores, murieron por una bomba en la carretera. Mientras, los rebeldes capturaron el pueblo de Kafrnaya en Alepo. Por su parte, el EI liberó a un comandante rebelde en Raqqa.

### Retirada de Alepo y otras zonas

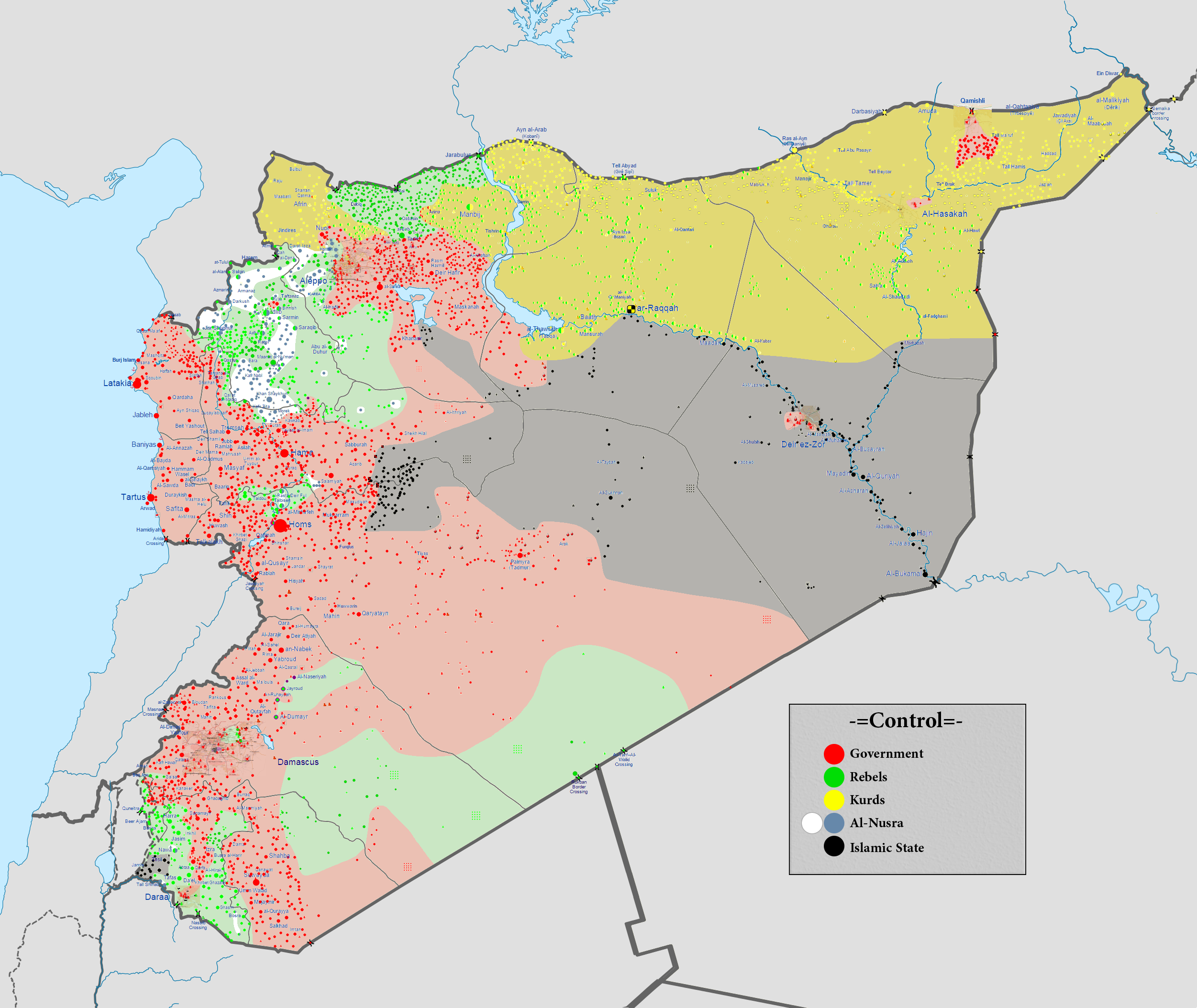
Situación militar en Siria a fecha de julio de 2017. Territorios:
Controlados por el gobierno sirio
Controlados por el Estado Islámico (EI)
Controlados por la oposición siria (a excepción del EI)
Controlados por los kurdos sirios (DBK)

El 28 de febrero el EI empezó a retirarse de la provincia de Alepo hacia Raqqa. Se retiró de Azaz, el aeropuerto militar de Meneg, la región de Mayer y los pueblos de Deir Yamal y Kafin. El EI se reagrupó particularmente en sus bastiones en Yarabulus y Manbiy. Azaz fue capturada por el Ejército Libre Sirio tras la retirada del EI.
El 1 de marzo, el EI se retiró de al-Rai y erigió barreras cerca de Al-Bab. El 2 de marzo, el Frente al-Nusra capturó zonas de la mina de sal de Deir Al-Zor y se hizo con el control de la carretera hacia Yazarat Albuhmeid. El 3 de marzo, el OSDH informó que el EI era responsable del secuestro del comandante del grupo rebelde "Frente Unido para el Sur de Damasco" ocurrido en febrero.
El 11 de marzo, el EI masacró al menos a 23 personas, incluyendo a 12 rebeldes, tras capturar la villa de Shuyuj cerca de Yarabulus. El EI capturó también el pueblo de Karakozak, en la provincia de Alepo, cerca de la frontera con Turquía. El 12 de marzo se informó que el emir del EI Abu Mouhammad Al-Massri había sido asesinado a manos de la Brigada de los Revolucionarios de Raqqa, afiliada al ELS, en el área de Tal-Dikan, cerca de la villa de Sarreen, en Raqqa. El 13 de marzo el EI capturó el pueblo de Yeser Qozaq y el área alrededor del Puente de Qozaq tras enfrentamientos con rebeldes.
Para el 13 de marzo, entre 3.000 y 3.800 personas habían muerto en las luchas internas entre rebeldes.
El 14 de marzo se informó que el EI se había retirado por completo de las provincias de Idlib y Latakia. El 16 de marzo, según fuentes locales, un número considerable de combatientes extranjeros del EI desertaron al Frente al-Nusra tras matar a su comandante. El día siguiente, el Frente al-Nusra y el Frente Islámico consiguieron capturar la barrera de al-Thalya, por lo que el EI tuvo que retirarse hacia el pueblo de Margada. El 24 de marzo, fuentes de la oposición aseguraron que los rebeldes habían capturado el pueblo de Al-Tebni y un punto de control cerca de la región de la Mina de Sal en la provincia de Deir ez-Zor, el último bastión del EI en la zona.
El 27 de marzo, el EI lanzó una operación contra Al-Nusra y fuerzas aliadas en el campo petrolífero de Al-Yafra y en la fábrica de gas de Koniko, en Reef Deir Izzor. El EI consiguió capturarlas, pero tuvieron que retirarse dos días más tarde, tras fieros enfrentamientos. El 29 de marzo, el EI capturó el pueblo de Markada, tras la retirada rebelde al pueblo de Al-Sor en la campiña oriental de Deir ez-Zor. Murieron al menos 35 rebeldes y siete terroristas de Daesh.